# Radio Noorderkempen
Radio Noorderkempen is een lokale commerciële Vlaamse radiozender uit Oud-Turnhout. De zender heeft als slogan : Heel veel hits.
De zender werd op 20 september 1982 officieel opgericht, onder de roepnaam radio MI AMIGO. Slechts enkele jaren werd er samengewerkt met de ketenradio's S.I.S. FM en X-tra FM. 
Sinds 1990 wordt de roepnaam Radio Noorderkempen reeds gebruikt.
Op 1 december 2017 werd de vzw erkend voor 2 frequentiepakketten. Hierdoor zendt de radio vanaf februari 2018 uit, naast de hoofdzender te Oud-Turnhout, met een extra zender in Beerse.